# Вроблевский, Константин Харитонович
Константин Харитонович Вроблевский (пол. Konstanty Wroblewski; 11 марта (23 марта) 1868, Подольская губерния, Российская империя — март 1939, Варшава, Польша) — русский живописец-пейзажист польского происхождения. Один из наиболее последовательных и любимых учеников А. И. Куинджи.

## Биография

«На Карпатах» (1896)

Из дворян. Сын врача, служившего в Одессе. Обучался рисунку в Ришельевской гимназии, затем в 1887—1890 — в Одесской рисовальной школе.
В 1890—1897 годах — студент Высшего художественного училища при Императорской Академии художеств в Санкт-Петербурге, учился вместе с Н. К. Рерихом в студии знаменитого художника А. И. Куинджи.
В 1893 был награждён малой серебряной медалью. В 1897 получил звание художника за картину «На Карпатах». В 1898 принял участие в путешествии по Европе, организованном А. И. Куинджи для своих учеников.
Позже на преподавательской работе: в 1898—1902 — в московском Строгановском художественно-промышленном училище, в 1902—1903 — в рисовальной школе М. К. Тенишевой, в 1906—1914 — Школе Императорского общества поощрения художеств. Вёл общерисовальные классы.
В 1904 году — один из учредителей Товарищества художников. В 1909 году был среди учредителей Общества им. Куинджи, вошел в правление Общества, в 1918—1920 — председатель его правления.
В 1905 году за картину «В церковной ограде» был удостоен премии на конкурсе им. А. И. Куинджи.
Принимал участие в Весенних выставках Академии художеств, выставках Московского общества любителей художеств, Санкт-Петербургского общества художников. Подолгу работал в Карпатах, где создал множество пейзажей. В 1915 году за свои за пейзажи получил премию графа Строганова.
В 1921 году эмигрировал в Польшу. С 1924 жил в Варшаве, член варшавского Towarzystwа Zachety Sztuk Pieknych (с 1925 года — член комитета, в 1930—1932 — вице-президент). В 1929 участвовал в выставке русского искусства в Копенгагене.
Работы К. Вроблевского печатались в репродукциях в журналах «Столица и усадьба», «Солнце России», «Огонёк», «Нива» и др.
Сегодня картины художника находятся в Государственном Русском музее, Научно-исследовательском музее Российской Академии художеств и других музеях.